# غسل البريتون التشخيصي
غسل البريتون التشخيصي أو غسيل الصفاق التشخيصي هو إجراء تشخيصي جراحي يجرى لتحديد فيما إذا كان هناك سوائل عائمة (دم في الغالب) في التجويف البطني.

## دواعي الاستعمال
ينفذ هذا الإجراء عند الاشتباه بنزيف داخل البطن، الناتج عادة من صدمات البطن. ويكون المريض ذو الدورة الدموية غير المستقرة عرضة أكثر للإصابة بالنزيف، إن الغسيل الصفاقي وسيلة للتشخيص السريع عند إصابة منطقة البطن والتي تتطلب فتح البطن، وبسبب حاجة استخدامها ثم استبدالها في رعاية الرضوح بوسيلة تقييم دقيقة وسريعة بالتصوير بالأشعة فوق الصوتية للصدمة (الأشعة المقطعية). الأشعة المقطعية للبطن تفاوت التصوير الإثناعشري في أنه يمكن أن يكون غسيل كامل في المرضى المستقرين، ولكن في الأشخاص غير المستقرين أو غير المتعاونين، تستغرق وقتًا طويلًا أو قد يؤدي ذلك إلى تخدير المريض بطريقة غير صحيحة. بينما التصوير بالرنين المغناطيسي يعتبر دقيق للغاية لمعرفة التشريح لهيكلة المنطقة المصابة، ولكن الإمدادات حدت من اجراءه في صدمات منطقة البطن الحرجة. وصف هاوزر روت الإجراء في عام 1965م وكان هذا أول وصف له.
 الاجراء 
بعد تطبيق التخدير الموضعي، يتم إجراء شق رأسي للجلد ثلث المسافة من السرة إلى الارتفاق العاني. وينقسم الخط الأبيض ويتم الدخول للصفاق بعد أن يتم التقاطه (بالخيط) لمنع ثقب الامعاء. ثم يتم إدخال قسطرة في اتجاه الحوض مع محاولة إخراج المواد باستخدام الحقنة. إذا لم يتم استخراج الدم، فإنه يسرب 1 لتر من المياه المالحة الدافئة بتركيز 0.9٪ للبطن ثم بعد بضع دقائق (عادة 5) يتم تصريفها وإرسالها للتحليل.
 تفسير النتيجة 
إذا عثر على أي مما يلي فإن غسيل الصفاق التشخيصي أمٌر إيجابيٌ للرضوح وهناك ما يبرر استكشاف المؤثر:
- 10 سم / الدم
- 100,000 كرات دم حمراء / مليمتر مكعب
- 500 كرات دم بيضاء / مليمتر مكعب
- وجود الصفراء، والبكتيريا أو الجسيمات الغذائية
- مستوى الاميلاز> 175 وحدة دولية / مل
- مستوى البيليروبين> 0.01 ملغم / دسم
- الفسفاتاز القلوية > 2 وحدة دولية/ لتر

## بيبلوغرافيا
- Rosen, Peter; John J. Ratey MD; Marx, John A.; Robert I. Simon MD; Hockberger, Robert S.; Ron Walls MD; Walls, Ron M.; Adams, James L. (2010). Rosen's emergency medicine: concepts and clinical practice. St. Louis, Mo: Mosby/Elsevier. ISBN:0-323-05472-2.{{استشهاد بكتاب}}:  صيانة الاستشهاد: أسماء متعددة: قائمة المؤلفين (link)

## روابط خارجية
- Trauma Man: Images of DPL being performed on a simulator نسخة محفوظة 16 يوليو 2011 على موقع واي باك مشين.